# Juan Antonio Azic
Juan Antonio Azic (Buenos Aires, 12 de septiembre de 1941) es un militar condenado por delitos de lesa humanidad cometidos durante el llamado Proceso de Reorganización Nacional.

## Biografía
Juan Antonio Azic nació el 12 de septiembre de 1941 en Buenos Aires, hijo de Mateo Azic y de María Tadic. Es viudo.

## Trayectoria
Juan Antonio "Piraña" Azic, Ayudante mayor de la Prefectura Naval Argentina, fue miembro del sector Operaciones del Grupo de tareas 3.3.2. Conocido dentro de la ESMA también como "Claudio" o "Fredy", se apropió de dos niñas nacidas en cautiverio en dicho centro clandestino. 
En 2007 le fue ratificado su procesamiento y su prisión preventiva por la Cámara Federal por haber extorsionado a la madre de un detenido en la ESMA.
Cuando se reabrieron las causas y el Juez Baltasar Garzón solicitara su detención con fines de extradición intentó suicidarse. Pasó varios años detenido pero alojado en la Clínica San Jorge a causa de las heridas que él mismo se infligiera.
Su hija apropiada, la exdiputada Victoria Donda, comenzó a investigar sus orígenes biológicos y en 2004 comprobó que era hija de desaparecidos y que había sido entregada por su tío, el jefe de la ESMA Adolfo Donda, a Azic.

Cumple arresto domiciliario.